# T-X 프로그램
T-X 프로그램(영어: T-X program)은 미국 공군의 T-38 탤론 고등훈련기를 신형으로 교체하는 사업이다.
미국 공군은 최초엔 350대를 구매할 계획이나, 전체적으로 1,000대 이상을 주문할 수도 있다.
2017 회계년도부터 사업이 시작될 예정이다. 2016년말까지 입찰 제안서를 받아, 2017년말에 기종을 결정할 계획이다.
2018년 9월 27일 최종적으로 보잉-사브 연합의 신규 개발 기체(이후 T-7A 레드호크로 명명)가 선정되었다.

## 후보기종

### 레이시온
레이시온은 이탈리아 M-346 마스터로 응찰할 것이다.

### 노스럽 그러먼
노스럽 그러먼은 영국 BAE 호크로 응찰할 것이다.

### 록히드 마틴

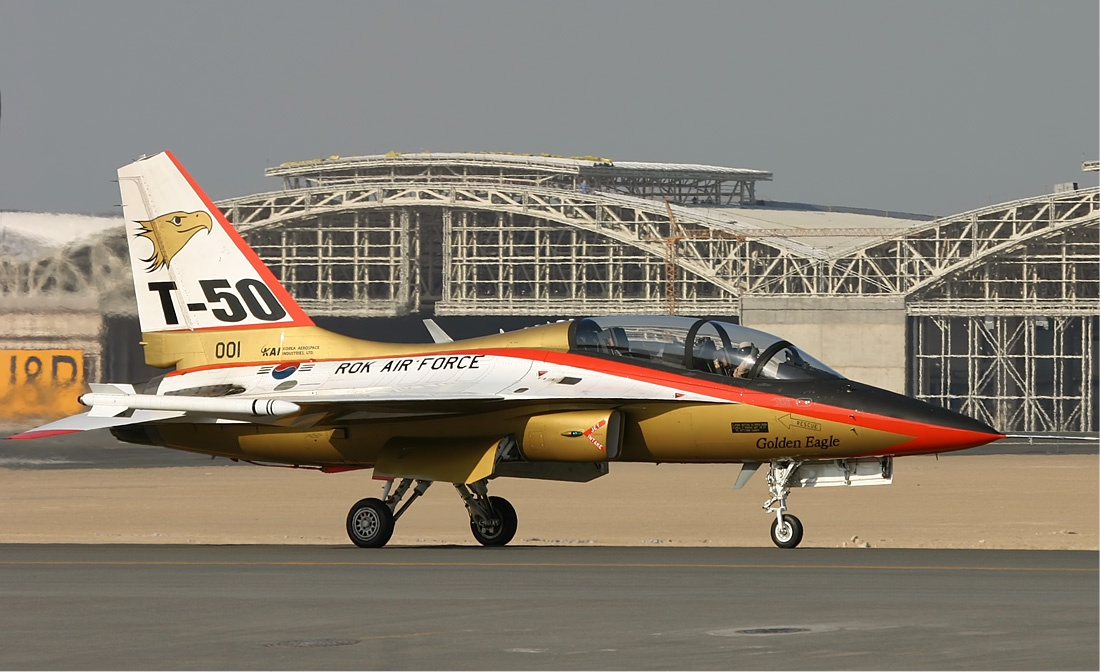
T-50 골든이글

록히드 마틴은 한국 T-50 골든이글을 제시했다. 경쟁기종 중에서 가장 대형이며, 유일하게 초음속을 낼 수 있다. 2015년 12월 17일 경남 사천 KAI에서 T-X용 T-50 골든이글인 T-50A의 출고식을 가졌다. 박근혜 대통령이 참석했다.
```
치열한 미국 훈련기 수주전…100조원 수출 기대 - T-50A관련 영상

Lockheed Martin Flies First T-50A Upgraded Aircraft for T-X Competition
```

T-50A는 가상훈련, 개방형 시스템구조, 공중급유, 5세대 조종석 등을 갖춰 조종사들이 F-35나 F-22 등 최신 전투기에도 쉽게 적응할 수 있도록 했다.
미 공군은 차세대 훈련기를 F-35 전투기에 대한 훈련기로 활용할 계획이다.
T-X 1차분 물량만 350대, 금액으로 17조원에 이른다. 이를 수주하게 되면 산업 파급 효과는 7조3000억원, 일자리 창출은 연 4만3000명 규모로 전망된다.
2017년 말 납품되는 T-X 초기 물량은 360대(17조원)이며 가상적기, 미국 해군 항공모함용 훈련기 등 후속 물량까지 합하면 650대(33조원)에 이른다. 여기에 미국 외 제3국 수출 물량으로 1000여대(55조원)의 교체 수요가 추가적으로 발생할 것으로 예상된다. 이 사업을 수주하면 세계 고등훈련기 시장을 주도하게 돼 최소 1000대 이상(70조원)의 고등훈련기를 수출할 수 있을 것으로 KAI는 전망하고 있다.
2016년 3월 12일 일본의 항공군사평론가 세키 켄타로(關 賢太郞)는 "미국의 T-X 사업에 T-50이 선정된다면, F-35를 도입할 국가들의 고등훈련기 판로가 열릴 것"이라며 일본 항공자위대가 T-50 골든이글을 도입할 수도 있을 것이라고 전망했다.

### 텍스트론 에어랜드
텍스트론 에어랜드는 텍스트론 에어랜드 스콜피온을 준비중이다.

### 보잉
보잉은 스웨덴 사브와 함께 새로운 훈련기 보잉 T-X를 제시할 것이다. T-50 골든이글 보다 비싸게 만들 것이라고 한다.

## 같이 보기
- T-50A
- 보잉 T-X